# Synalek
Synalek (ang. The Good Son) – amerykański thriller wyreżyserowany przez Josepha Rubena. W rolach głównych wystąpili Macaulay Culkin, Elijah Wood, Wendy Crewson i David Morse. Scenariusz filmu opracował Ian McEwan, a produkcją zajęła się Mary Ann Page. Premiera filmu odbyła się 24 września 1993.
Film został dość negatywnie oceniony przez krytyków. Serwis Rotten Tomatoes przyznał mu wynik 26%.

## Obsada
- Macaulay Culkin – Henry Evans
- Elijah Wood – Mark Evans
- Wendy Crewson – Susan Evans
- Ashley Crow – Janice Evans
- David Morse – Jack Evans
- Daniel Hugh Kelly – Wallace Evans
- Jacqueline Brookes – Alice Davenport
- Quinn Culkin – Connie Evans
- Rory Culkin – Richard Evans na zdjęciu

## Fabuła
Dla 12-letniego Marka Evansa (Elijah Wood) śmierć matki (Ashley Crow) jest ciosem. Dodatkowo musi tymczasowo przenieść się do krewnych, ponieważ jego ojciec (David Morse) wyjeżdża do pracy za granicą. Tam zaś pomocną dłoń wyciąga do niego kuzyn Henry (Macaulay Culkin), z którym się zaprzyjaźnia. Początkowo wszystko układa się pomyślnie, ale z czasem Henry zaczyna przejawiać niebezpieczne, psychopatyczne skłonności.